# Nucleic Acid Amplification Technology
Nucleic Acid Amplification Technology (NAAT), in Deutschland auch Nukleinsäure-Amplifikations-Technologie (NAT) genannt, steht in der Medizin für eine Gruppe von Verfahren, bei denen Nukleinsäuren vervielfältigt werden, so dass auch geringe Mengen nachweisbar werden. Das bekannteste Verfahren ist die Polymerase-Kettenreaktion (PCR) und deren Weiterentwicklung Isotherme DNA-Amplifikation. Ein anderes Verfahren ist die Transcription mediated amplification (TMA). Mit diesem Testverfahren kann die Erbsubstanz (DNA oder RNA) von beispielsweise Krankheitserregern nachgewiesen werden.
In der COVID-19-Pandemie wird der NAAT-Test als der Test auf das SARS-CoV-2 eingesetzt. Nach Aussage des Paul-Ehrlich-Instituts gehören diese Methoden zu den Gold-Standards.